# Río Kirzhach
El río Kirzhach, río Bolshói Kirzhach (del ruso: Киржа́ч, Большой Киржач) es un río del óblast de Vladímir, en Rusia, afluente por la izquierda del río Kliazma. Tiene una longitud de 133 km en los que alcanza una profundidad máxima de 4 m y una anchura de 70 m. El área de la cuenca es de 1.820 km².
Está formado por la unión de los ríos Mali Kirzach y Bolshói Kirzhach cerca de la localidad de Iváshevo, a 137 m de altura. A orillas del río se encuentra la ciudad del mismo nombre. La dirección general del curso del río es de norte a sur. Desemboca en el Kliazma a la altura de la localidad de Gorodishche, a 10 km de Pokrov y a 116.5 m de altura. La pendiente media del río es de 0,64 m/km. Es un río de llanura, cuya corriente es lenta debido al reducido desnivel, por lo que su curso es muy sinuoso. Su curso superior, a partir de Kirzhach, se caracteriza por un lecho arenoso con orillas suaves en la izquierda y altas en la derecha. Por debajo de la desembocadura del Molodyn las orillas se ensanchan y se crean numeroso canales y distributarios, adquiriendo en su curso inferior, características que se acentúan tras recibir las aguas del río Sheredar, momento en el que alcanza su anchura máxima y adquiere un carácter casi pantanoso.
Los afluentes más importantes del río son el Sheredar, de 51 km, que desemboca en el río 1,5 km al nordeste de Ostrovishchi, el Vajchilka (23 km), que desemboca en la ciudad de Kirzhach y el Molodyn (16 km), que desemboca cerca de Stároye Seltso.